# St. James's Park (Metropolitano de Londres)
St James's Park é uma estação do Metropolitano de Londres próxima ao St James's Park, na cidade de Westminster, no centro de Londres. É servida pelas linhas District e Circle e fica entre as estações Victoria e Westminster. Está na Zona 1 do Travelcard.
O edifício da estação está incorporado na 55 Broadway, antiga sede da Transport for London, e tem entradas tanto na junção da 55 Broadway com a Petty France e na Palmer Street, em frente ao Starbucks. A estação fica perto de vários escritórios do governo. A estação não é acessível para cadeiras de rodas.

## História
A estação foi inaugurada em 24 de dezembro de 1868 pela District Railway (DR, agora a linha District) quando a empresa abriu a primeira seção de sua linha entre as estações South Kensington e Westminster. A DR conectava-se à Metropolitan Railway (MR, mais tarde Metropolitan line) em South Kensington e, embora as duas empresas fossem rivais, cada empresa operava seus trens nos trilhos da outra em um serviço conjunto conhecido como "Inner Circle".
Em 1 de fevereiro de 1872, a DR abriu uma ramificação para o norte de sua estação em Earl's Court para se conectar à West London Extension Joint Railway (WLEJR, agora West London Line) à qual se conectou em Addison Road (agora Kensington (Olympia)). A partir dessa data o serviço "Outer Circle" começou a rodar sobre os trilhos do DR. O serviço era operado pela North London Railway (NLR) de seu terminal na Broad Street (agora demolida) perto da estação Liverpool Street na Cidade de Londres através da North London Line para Willesden Junction, depois a West London Line para Addison Road e o DR para Mansion House, o novo terminal leste da DR.
A partir de 1 de agosto de 1872, o serviço "Middle Circle" também começou a operar através do St James's Park, indo de Moorgate ao longo dos trilhos da MR no lado norte do Inner Circle até Paddington, depois sobre os trilhos da Hammersmith & City Railway (H&CR) até a Latimer Road e depois, por meio de um link agora demolido, para a West London Line para Addison Road e o DR para Mansion House. O serviço era operado conjuntamente pela H&CR e pela DR.
Em 30 de junho de 1900, o serviço Middle Circle foi retirado entre Earl's Court e Mansion House. Em 31 de dezembro de 1908, o serviço Outer Circle também foi retirado.

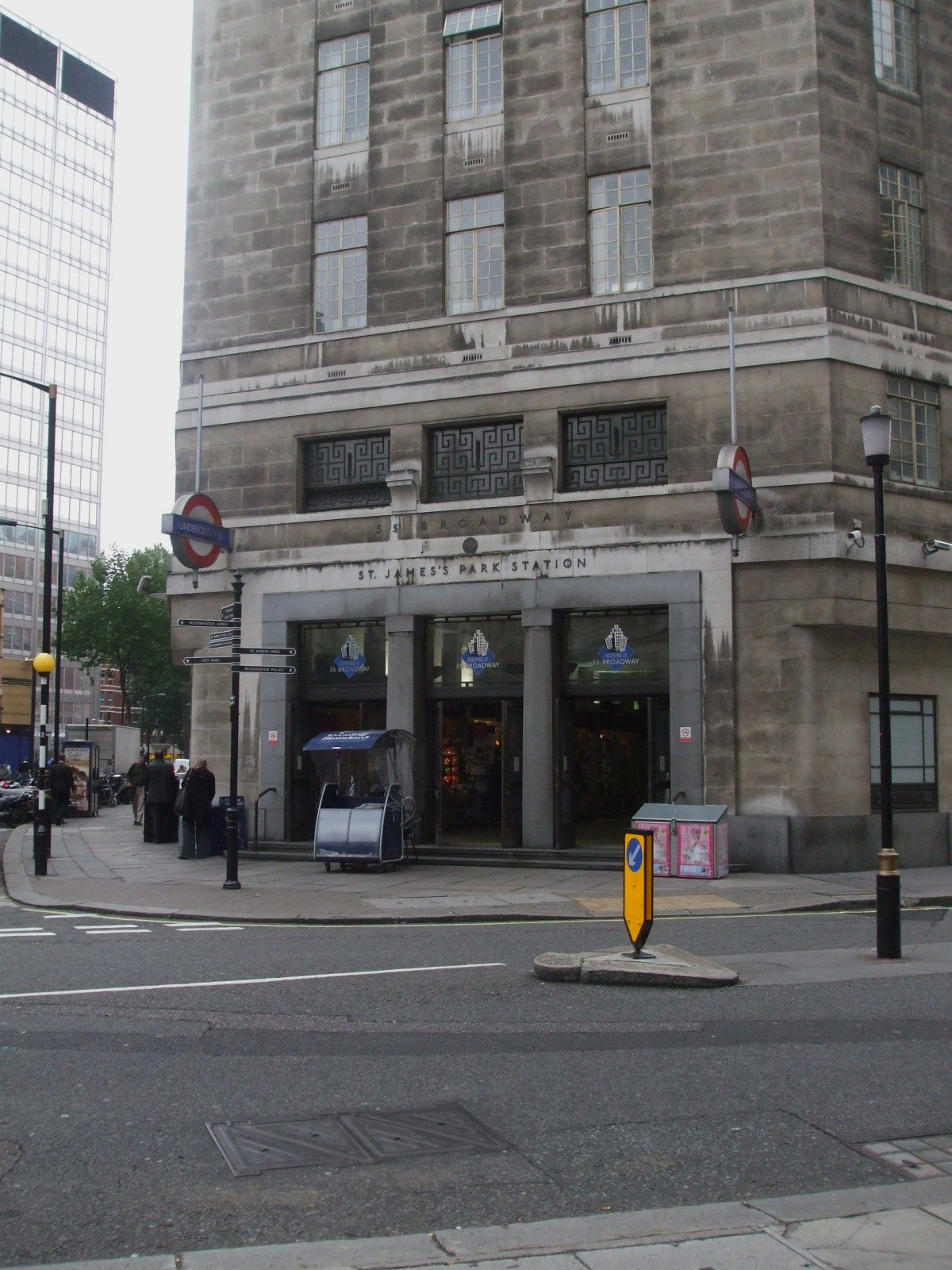
Entrada na Broadway

A estação foi reconstruída duas vezes. Na primeira década do século 20, a estação DR original foi reconstruída em conjunto com o edifício da Electric Railway House, um edifício-sede para os proprietários da DR, a London Electric Railway. A estação foi então reconstruída novamente entre 1927 e 1929 como parte da construção de 55 Broadway, o novo prédio da sede da empresa projetado por Charles Holden e com estátuas e painéis de pedra esculpida, incluindo alguns de Sir Jacob Epstein, Eric Gill e Henry Moore.
As plataformas apresentam o esquema de ladrilhos verde, azul, preto e branco usado pela primeira vez para a reconstrução e extensão de Morden da City & South London Railway (agora a linha Northern), também projetada por Holden e inaugurada entre 1924 e 1926.
Em 1949, a rota Inner Circle operada pela linha Metropolitan recebeu sua própria identidade no mapa do metrô como linha Circle.
A entrada separada da Palmer Street e o hall de reservas foram reconstruídos como parte de uma nova reforma na década de 1960.
Juntamente com a 55 Broadway, a estação é um edifício listado como Grau I.

## Nome
Com o tempo, o nome da estação foi escrito e pontuado de maneira diferente, ilustrando a mudança na prática de pontuação. Os mapas do metrô até o início dos anos 1930 mostram o nome como "St. James 'Park". Do primeiro mapa de Harry Beck em 1933 até o início dos anos 1950, o nome era mostrado como "St. James Park". A partir de 1951, era "St. James's Park". A prática atual em mapas de metrô é "St James's Park" sem o ponto final após o "St".
Originalmente instalado no final da década de 1920, quando a primeira versão do nome estava em uso, o nome da estação exibido nas rodelas da plataforma exibe modificação para dar conta dessa mudança. Um dos círculos na plataforma leste ainda diz "St. James 'Park", o resto teve novas placas de identificação afixadas dando a ortografia e pontuação como "St. James's Park".

## Galeria

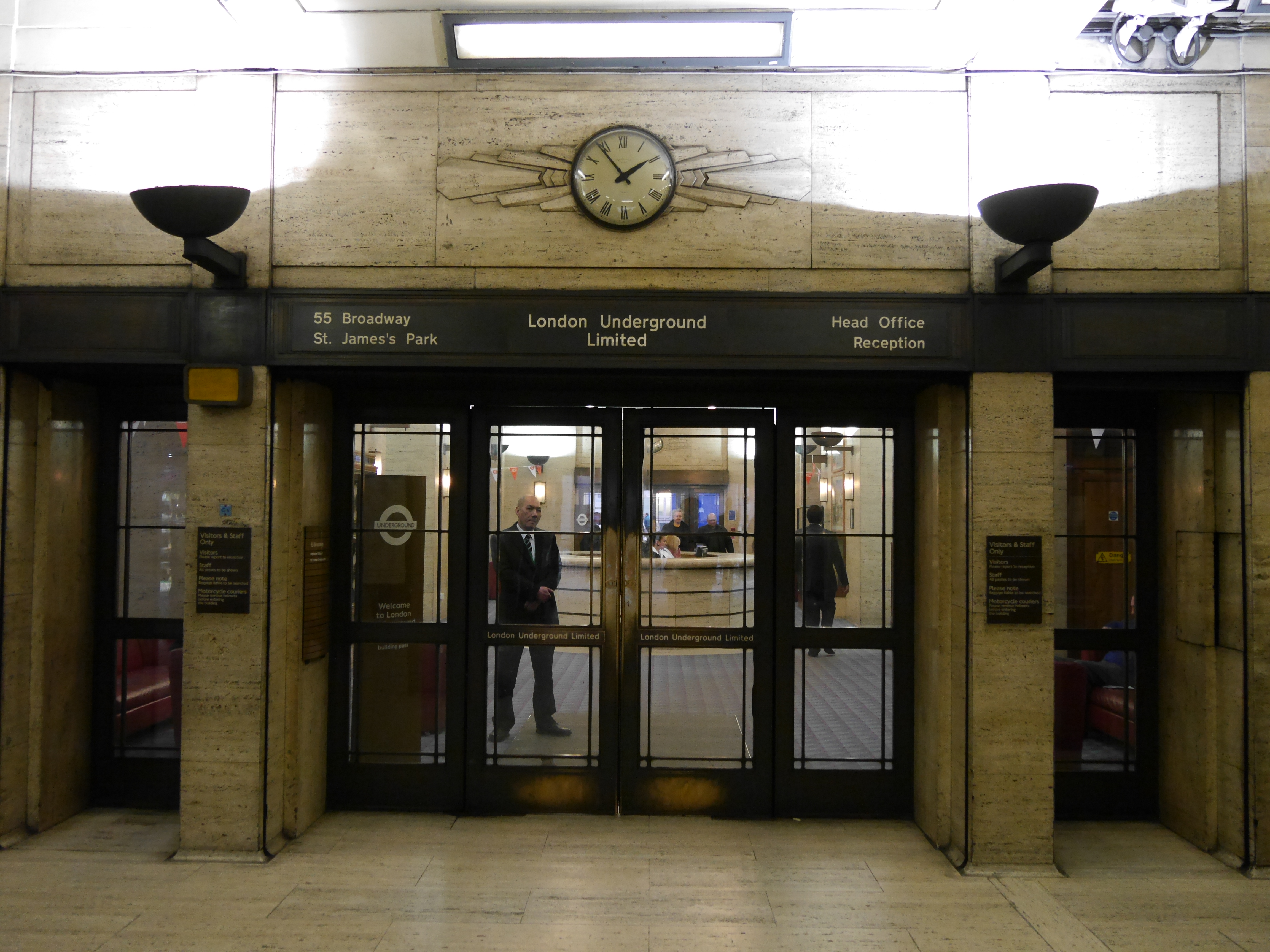
Interior
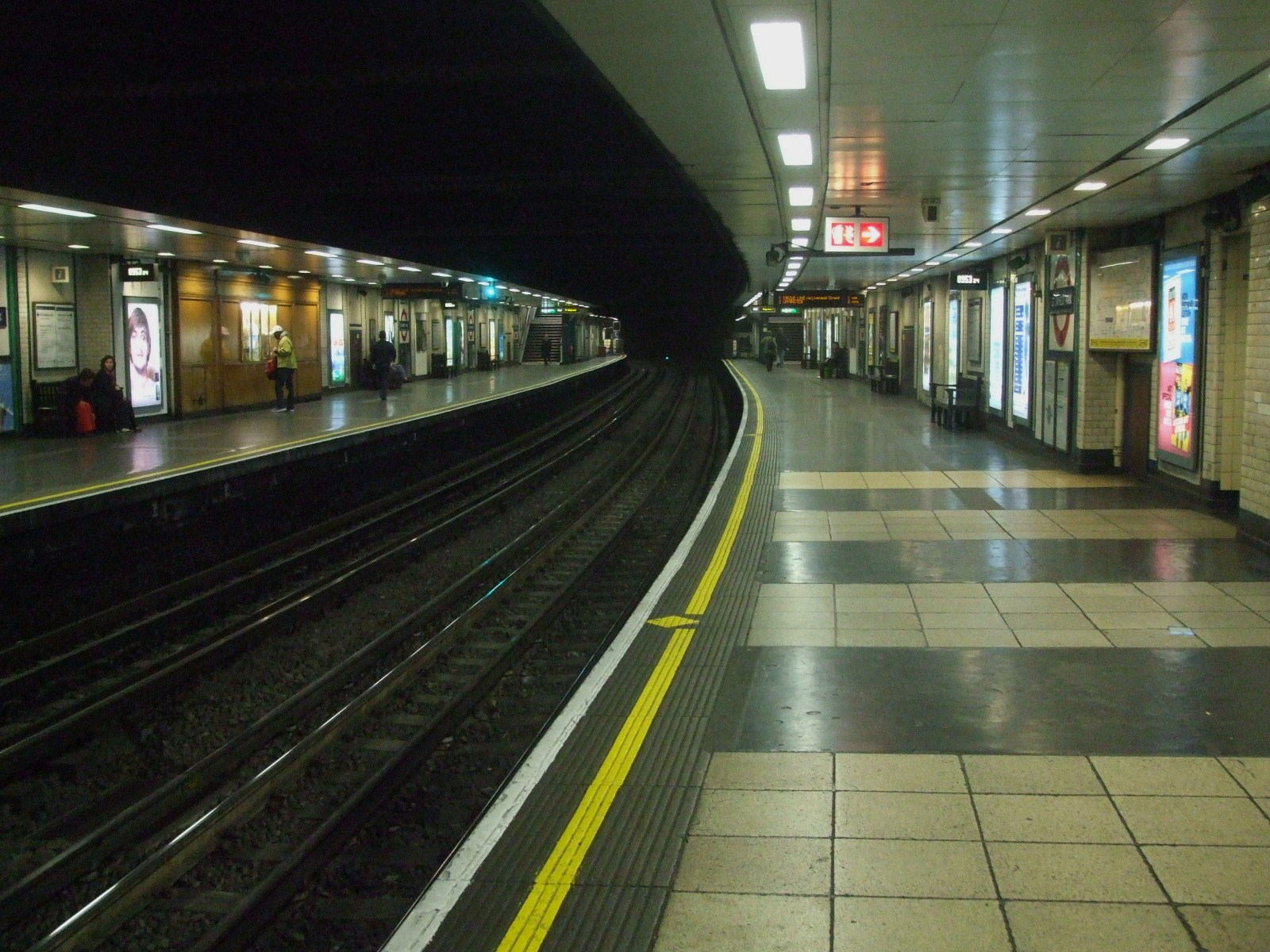
Plataformas olhando no sentido horário/oeste
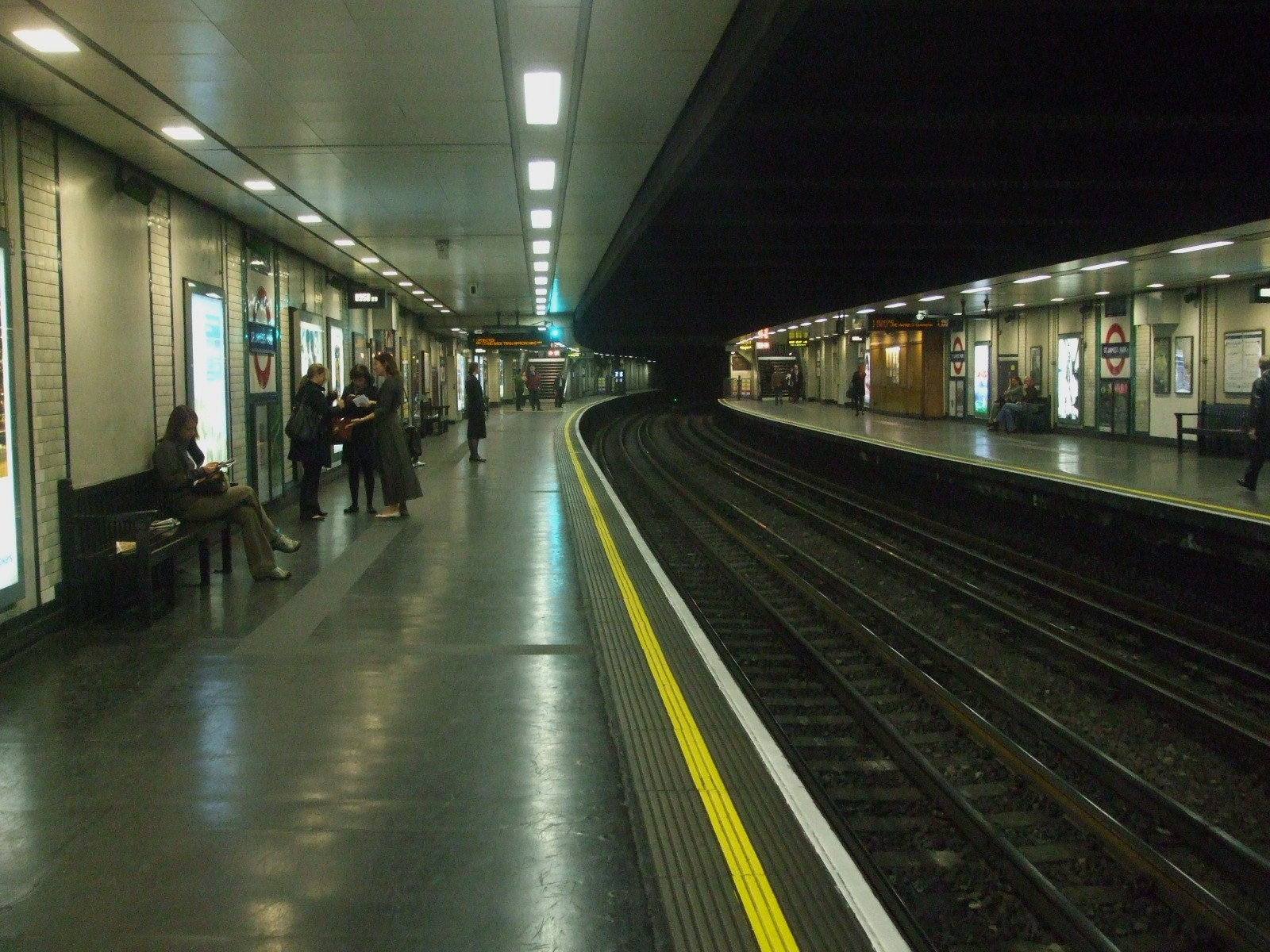
Plataformas olhando no sentido anti-horário/leste
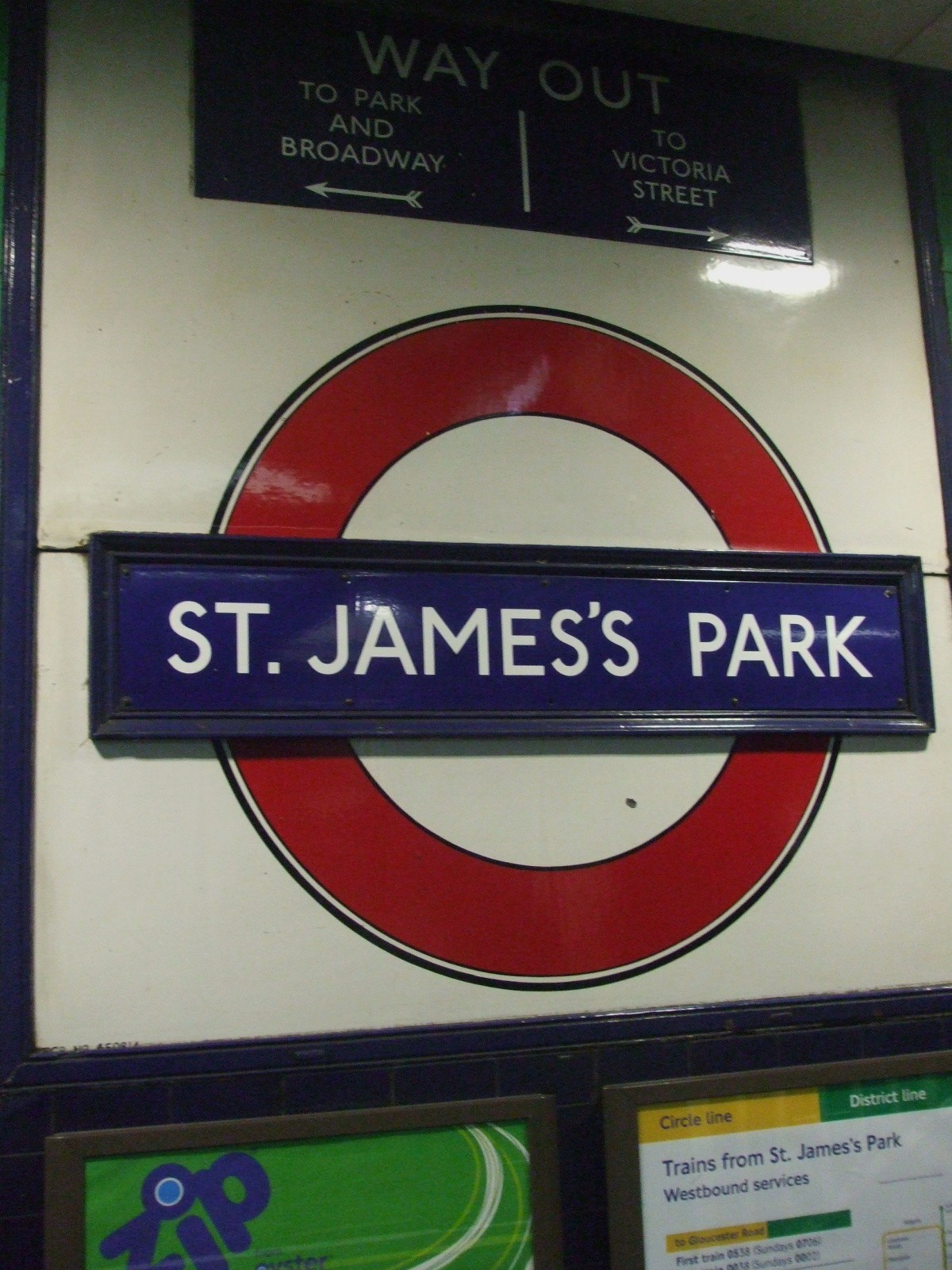
Roundel de plataforma
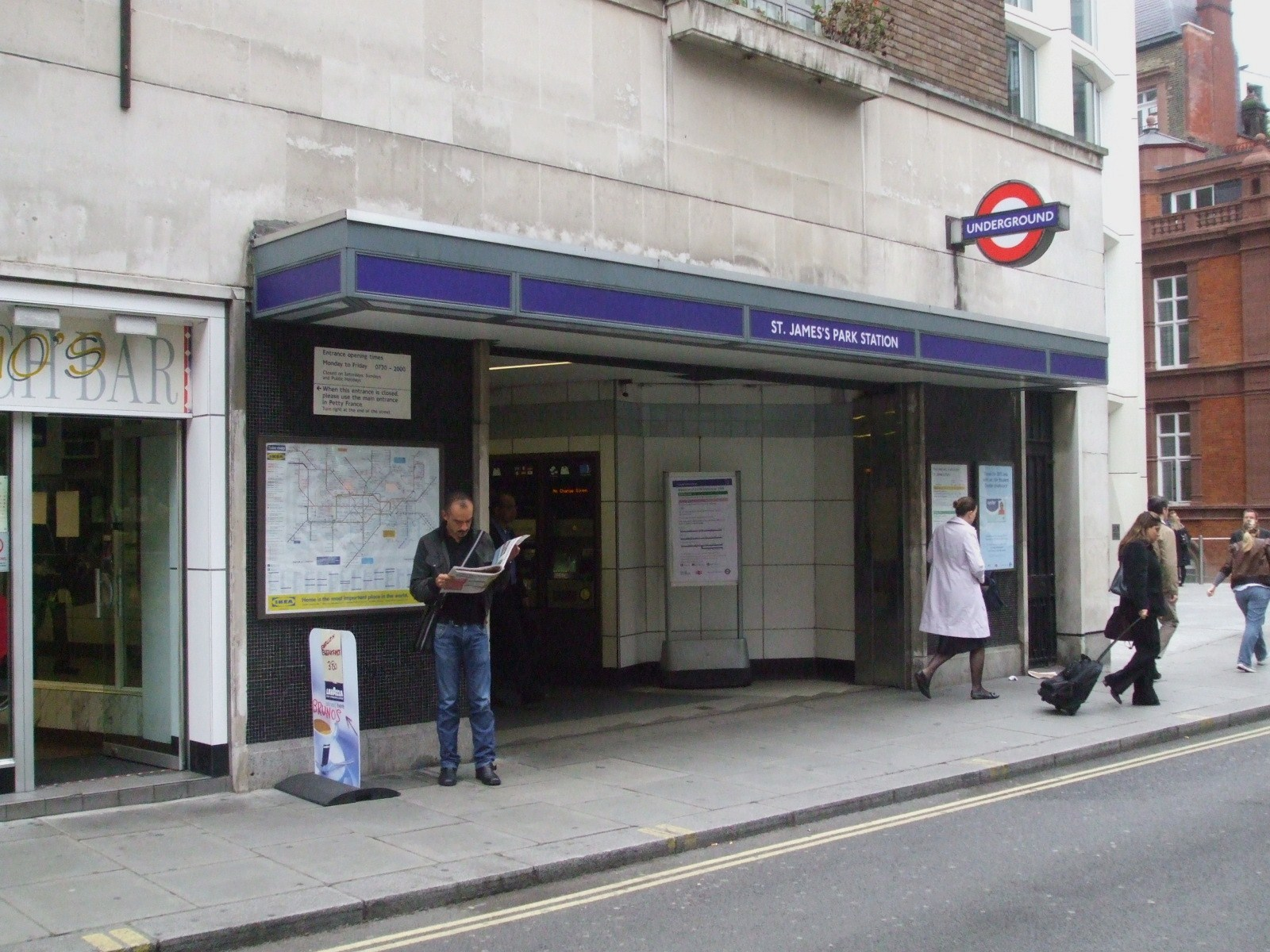
Entrada oeste na Palmer Street

## Conexões
As linhas de ônibus de Londres 11, 24, 148, 211 e 507 e as rotas noturnas N2, N11, N44, N52 e N136 servem a estação.